# Рэмбо (франшиза)
«Рэмбо» (англ. Rambo) — медиафраншиза, основанная на серии американских боевиков, выходивших с 1982 по 2019 год. Центральный персонаж фильмов — Джон Рэмбо, ветеран войны во Вьетнаме, специалист по разведке и осуществлению диверсий, выполняющий сверхтрудные миссии в разных странах мира. Автором кинообраза Рэмбо и бессменным исполнителем роли является Сильвестр Сталлоне, выступивший сценаристом всех фильмов и режиссёром четвёртого из них. Первое появление персонажа (в образе, отличающемся от кинообраза) состоялось в 1972 году в романе «Первая кровь» американского писателя Дэвида Моррелла.
Франшиза включает в себя серию из пяти фильмов, серию видеоигр, а также мультсериал 1986 года «Рэмбо и силы свободы». Все фильмы серии получили возрастное ограничение R (подросткам младше 17 лет не разрешается смотреть фильм без сопровождения родителей (либо одного из них) или официального опекуна) в США, а также ограничение «18+» в России.

## Фильмы
Серия состоит из пяти фильмов: 
«Рэмбо: Первая кровь» (1982), 
«Рэмбо: Первая кровь 2» (1985), 
«Рэмбо III» (1988), 
«Рэмбо IV» (2008) и 
«Рэмбо: Последняя кровь» (2019).
| Фильм                  | Оригинальная дата выхода () | Режиссёр(ы)        | Продюсер(ы)                                               | Автор(ы) сюжета                                   | Автор(ы) сценария                                 |
| ---------------------- | --------------------------- | ------------------ | --------------------------------------------------------- | ------------------------------------------------- | ------------------------------------------------- |
| Рэмбо: Первая кровь    | 22 октября 1982             | Тед Котчефф        | Базз Фейтшанс                                             | Майкл Козолл, Уильям Сэкхайм и Сильвестр Сталлоне | Майкл Козолл, Уильям Сэкхайм и Сильвестр Сталлоне |
| Рэмбо: Первая кровь 2  | 22 мая 1985                 | Джордж П. Косматос | Базз Фейтшанс                                             | Кевин Жарр                                        | Джеймс Кэмерон и Сильвестр Сталлоне               |
| Рэмбо III              | 25 мая 1988                 | Питер Макдональд   | Базз Фейтшанс                                             | Шелдон Леттич и Сильвестр Сталлоне                | Шелдон Леттич и Сильвестр Сталлоне                |
| Рэмбо IV               | 25 января 2008              | Сильвестр Сталлоне | Ави Лернер, Джон Томпсон и Кевин Кинг Темплтон            | Арт Монтерастелли и Сильвестр Сталлоне            | Арт Монтерастелли и Сильвестр Сталлоне            |
| Рэмбо: Последняя кровь | 20 сентября 2019            | Адриан Грюнберг    | Ави Лернер, Лес Уэлдон, Ярив Лернер и Кевин Кинг Темплтон | Дэн Гордон и Сильвестр Сталлоне                   | Мэттью Сирюльник и Сильвестр Сталлоне             |

### Рэмбо: Первая кровь (1982)
Действие фильма «Рэмбо: Первая кровь» происходит в декабре 1981 года в штате Вашингтон. Джон Рэмбо навещает своего друга, но узнает, что тот умер от рака (результат  службы во Вьетнаме), и теперь Рэмбо — последний оставшийся в живых боец отряда «зелёных беретов», который назывался «Baker Company» (этого эпизода нет в книге, по-видимому, он был добавлен для того, чтобы показать тотальное одиночество главного героя, его оторванность от мира).
Проходя мимо городка с символическим названием Хоуп (англ. Hope — надежда), Рэмбо встречает местного шерифа Уилфреда Тизла (Брайан Деннехи), который советует Рэмбо не задерживаться в городке. Разозлённый Рэмбо возвращается и попадает в полицейский участок в качестве арестованного, его оскорбляют и унижают. Рэмбо сбегает из полицейского участка и скрывается в ближайшем лесу.
Полиция начинает облаву на беглеца, а Рэмбо ведёт полноценную партизанскую войну с полицией и отрядом Национальной гвардии.
Приехавший на место событий полковник Траутмэн (Ричард Кренна), бывший командир Рэмбо, пытается остановить кровопролитие, но тщетно. Противостояние между Тизлом и Рэмбо в городке Хоуп заканчивается дуэлью бывшего спецназовца и шерифа в полицейском участке. Попутно Рэмбо взрывает бензоколонку и расстреливает из пулемёта несколько зданий в городе. Полковник Траутмэн уговаривает Рэмбо сдаться в руки правосудия. 

### Рэмбо: Первая кровь 2 (1985)
«Рэмбо: Первая кровь 2» (Rambo: First Blood Part II) — боевик вышел в 1985 году. Картина послужила основой для новеллизации в одноимённой книге Дэвида Моррелла. 
Задание Рэмбо состоит в том, чтобы проникнуть в вьетконговский концлагерь для американских военнопленных (откуда в 1971 году Джон совершил побег) и с помощью фотографий подтвердить или опровергнуть информацию о наличии в нём пленных, не дав себя обнаружить и не вступая в бой с противником (в этом задании, задуманном предателем Мёрдоком, кроется засада).
Рэмбо проникает в лагерь и находит пленных, выводя одного из них, попутно убив нескольких патрульных при помощи своих бесшумных стрел. Вьетнамские солдаты отправляются в погоню, Рэмбо вместе с пленным окружают и ему ничего не остаётся делать, как сдаться. 
На базу проникает его связная Ко и помогает Рэмбо бежать; они бегут, преследуемые вертолётом и советскими десантниками. Ко погибает, Рэмбо уничтожает советских десантников в джунглях. Далее Рэмбо захватывает другой вертолёт и летит на нём на вьетконговскую базу, где расстреливает всех вражеских солдат и спасает пленных. Они летят «домой».
Завязывается воздушный бой с другим вражеским вертолётом, его удается взорвать.
Рэмбо вместе с пленными достигает базы. Там он расстреливает все компьютеры из пулемёта и нападает на предателя.
В финале Рэмбо представляют к второй Медали Почёта.

### Рэмбо III (1988)
Джон Рэмбо принимает участие в боевых действиях в Афганистане.

### Рэмбо IV (2008)
Джон Рэмбо ведёт уединённый образ жизни в глухой деревне на окраине Таиланда.
Размеренный образ жизни героя нарушает группа христианских миссионеров, которые просят провести их по пути через реку Салуин для оказания гуманитарной помощи каренским племенам (они ведут войну против бирманских военных). 
Миссионеры не вернулись домой и Рэмбо отправляется провожать отряд из пяти наёмников разыскивать пропавших. Как оказалось, выжившие миссионеры попали в плен к бирманцам и группа наёмников вместе с Рэмбо отправляется на базу военных вызволять пленников.
Ночью они вызволяют пленных, бирманцы обнаруживают пропажу и отправляются в погоню за беглецами. Они захватывают группу, но, благодаря слаженным действиям Рэмбо и его помощников, миссионеры и наёмники оказываются спасены.
Джон Рэмбо решает узнать, что случилось за время его отсутствия в США, и возвращается к своему отцу домой в Аризону.

### Рэмбо: Последняя кровь (2019)
В прессе неоднократно появлялись сообщения о том, что Сильвестр Сталлоне планирует снять пятую часть боевика про Рэмбо, при этом отмечалось, что фильм будет адаптацией романа Джеймса Байрона Хаггинса «Охотник», права на экранизацию которого приобрёл Сталлоне.
. 
Джон Рэмбо пытается забыть своё военное прошлое. Однако он вынужден снова взяться за оружие, чтобы спасти приёмную дочь, похищенную мексиканским преступным картелем и проданную в сексуальное рабство. Но поскольку его дочь Габриэла погибает, Рембо решает осуществить план мести.

## Мультсериал
Существует мультсериал 1986 года — «Рэмбо и силы свободы». Всего в мультсериал входят 65 эпизодов.
В мультсериале Рэмбо является бойцом элитного подразделения под названием Force of Freedom («Сила Свободы»). Путешествуя с миссиями по всему миру, он борется против злобной организации S.A.V.A.G.E. (Secret Administrators of Vengeance, Anarchy and Global Extortion), возглавляемой генералом Вархоком и стремящейся поработить весь мир.
Несмотря на то, что прообразом мультяшного Рэмбо послужил Сильвестр Сталлоне, эту роль озвучивал другой актёр — Нил Росс.

## Ремейки и пародии «Рэмбо»
В 2011-м году в России вышел сериал "Кремень" с Владимиром Епифанцевым в главной роли. В центре сюжета "Кремня" выступает спецназовец, прошедший горячие точки, приезжает в захолустный провинциальный городок навестить товарища. Местные полицейские сразу замечают: он чужой и опасный, поэтому пытаются его задержать. В участке герой понимает, что начальнику полиции подчинены все криминальные структуры города. Кроме того, спецназовец становится свидетелем того, как высокопоставленный страж порядка пытается изнасиловать девушку. 
Несмотря на очевидное заимствование сюжета кинофраншизы "Рэмбо", создатели сериала "Кремень" всячески опровергали причастность к фильму Сталлоне и утверждали, что ими был снят оригинальный сериал с собственной идеей и сценарием. 
В мае 2017 года появилась информация, что в Индии будет сниматься ремейк фильма «Рэмбо. Первая кровь»; главную роль исполнит актёр и мастер боевых искусств Тайгер Шрофф. Фильм вышел в 2020.

## Приквел «Рэмбо»
В 2010 году Сильвестер Сталлоне, отвечая на вопросы кинофанатов, сказал, что думал о приквеле к фильму «Рэмбо: Первая кровь», который бы показывал, «как люди становятся теми, кем становятся», а затем добавил, что «травмы, потери и трагедия Вьетнама, разумеется, будет трудным испытанием для молодого актёра».
В мае 2025 года было объявлено, что Millennium Media занимается производством фильма-приквела к фильму «Первая кровь» под названием «Джон Рэмбо». Ялмари Хеландер, известный по фильму 2022 года «Бессмертный», был назначен режиссером фильма, в то время как Сталлоне, как ожидается, не будет участвовать в фильме в каком-либо качестве.
Молодого Джона Рэмбо в фильме-приквеле сыграет актёр Ной Сентинео, наиболее известный по ролям в сериалах "Фостеры" и "Рекрут". Съемки нового "Рэмбо" запланированы на осень 2025 года в Таиланде.

## Отражение в культуре
В кинофильме «Чужая нация» (1988) показан кинотеатр, в котором идёт фильм «Рэмбо 6».